# Diego Ramos
Diego César Ramos (Buenos Aires, 29 de novembro de 1972) é um ator, cantor, modelo e apresentador argentino. Ficou conhecido por interpretar Germán Castillo na telenovela argentina Violetta, da Disney Channel América Latina.

## Biografia
Ramos nasceu no bairro de Palermo. Seu pai, Alberto Ramos, é médico cardiologista, e sua mãe Silvia Ramos, dona de casa. Possui dois irmãos e uma irmã. No colégio participava de um grupo de teatro, em que montava suas próprias peças. Formou-se no colégio San Francisco de Sales, em Córdoba. Aos dezoito começou a estudar atuação, além de fazer cursos de técnica vocal e canto, aulas de sapateado e tango. Antes de se tornar ator, teve de lidar com alguns incovenientes no início, pois a família queria que seguisse a carreira de seu pai, tornando-se médico. Quando decidiu que queria ser ator sua família pediu que, ao menos, estudasse em conservatório. Antes disso Ramos fez seis meses de publicidade.

## Carreira
Sua carreira na televisão começou por acaso, quando conheceu, em uma peça, o produtor da  novela argentina "Montaña rusa" (1994), que o convidou para se juntar ao elenco, interpretando Maxi. A partir daí, participou de vários programas de televisão, como: "Ricos y famosos" (1997) ao lado de Natalia Oreiro; "Verano del '98" (1998); "Muñeca brava"; "Amor latino" (2000), junto do galã cubano Mario Cimarro; "Los médicos de hoy" (2001); "Pedro, o escamoso"; "Ángel de la guarda, mi dulce compañía" (2003), "El auténtico Rodrigo Leal" (2004);  "Lorena" (2005); "Amas de casa desesperadas" (2006); Sweet Charity; "El refugio" (2006); "Patito Feo" (2007); "Cantando por un sueño"; "Casados con hijos"; "Los exitosos Pells" (2008); "Herencia de amor" (2009), "Los 39 escalones"; "Sr. y Sra. Camas"; dentre vários outros.
De 2012 a 2015 fez parte do programa de televisão Violetta da Disney Channel América Latina, interpretando Germán Castillo, o pai superprotetor da protagonista (interpretada por Martina Stoessel). A série se tornou um sucesso internacional, chegando a ter um filme, a fim de encerrar a trama da série, onde Ramos também atuou. Foi filmado em 2015 e lançado em 2016.

## Filmografia

### Filmes
| Filmes         | Filmes                           | Filmes          | Filmes                |
| Ano            | Título                           | Personagem      | Notas                 |
| -------------- | -------------------------------- | --------------- | --------------------- |
| 2013           | Metegol                          | Grosso          | Co-protagonista (voz) |
| 2015           | El desafío                       | Willy           | Personagem secundário |
| 2016           | Tini: El gran cambio de Violetta | Germán Castillo | Personagem secundário |
| 2016           | Resentimental                    | León            | Co-protagonista       |
| 2021           | La panelista                     | Dr. Campoy      | Personagem secundário |
| Curta-metragem |                                  |                 |                       |
| Ano            | Título                           | Personagem      | Notas                 |
| 1995           | El Señor D                       |                 |                       |
| 2007           | Un Nuevo Trabajo                 |                 |                       |

### Televisão
| Ficção                 | Ficção                                | Ficção                           | Ficção                                                        | Ficção                    |
| Ano                    | Título                                | Personagem                       | Notas                                                         | Canal                     |
| ---------------------- | ------------------------------------- | -------------------------------- | ------------------------------------------------------------- | ------------------------- |
| 1992                   | Atreverse                             |                                  | Extra                                                         | Telefe                    |
| 1994–1995              | Montaña rusa                          | Maximiliano                      | Elenco principal                                              | El Trece                  |
| 1996                   | El último verano                      |                                  | Elenco principal                                              | El Trece                  |
| 1996                   | Gino                                  | Víctor                           | Co-protagonista                                               | El Trece                  |
| 1996                   | Sueltos                               |                                  | Participação especial                                         | El Trece                  |
| 1996                   | Como Pan Caliente                     |                                  | Participação especial                                         | El Trece                  |
| 1997                   | Ricos y famosos                       | Diego Salerno                    | Protagonista                                                  | Canal 9                   |
| 1997                   | Ojitos Verdes                         |                                  | Elenco                                                        | Telefe                    |
| 1997                   | Casablanca                            |                                  |                                                               | Telefe                    |
| 1998–2000              | Verano del 98                         | Dr. Bruno Beláustegui            | Elenco principal                                              | Telefe                    |
| 1998                   | Lo tuyo es mío                        | Marcelo Morales                  | Protagonista                                                  | Azul Televisión           |
| 1999                   | Muñeca brava                          | Sergio Costa Júnior              | Participação especial                                         | Telefe                    |
| 2000                   | Amor latino                           | Fernando Domeq                   | Protagonista                                                  | Canal 9                   |
| 2001                   | Buenos vecinos                        | Dr. Nicolás Cendrero             | Participação especial                                         | Telefe                    |
| 2001                   | Los médicos de hoy 2                  | Nicolás Hernández                | Protagonista                                                  | El Trece                  |
| 2001–2002              | Pedro el escamoso                     | Sandro Billycich                 | Antagonista                                                   | Caracol Televisión        |
| 2003                   | Angel de la Guarda, mi dulce compañía | Miguel Ángel Cruz                | Protagonista                                                  | Telemundo                 |
| 2004                   | El auténtico Rodrigo Leal             | Alberto Díaz Lopera / Di Lorenzo | Participação especial                                         | Caracol Televisión        |
| 2005                   | Lorena                                | Miguel Ferrero                   | Protagonista                                                  | RCN Televisión            |
| 2006                   | El Refugio                            | Él mismo                         | Participação especial                                         | El Trece                  |
| 2006–2008              | Amas de Casa Desesperadas             | Miguel Delfino / Santini         | Elenco principal                                              | RCN Televisión Univision  |
| 2006                   | Casados con hijos                     | Aníbal                           | Episódio: "Hasta que la suerte nos separe"                    | Telefe                    |
| 2007–2008              | Patito feo                            | Andrés / Federico Olivieri       | Elenco de apoio                                               | El Trece                  |
| 2007                   | Hechizada                             |                                  | Participação especial                                         | Telefe                    |
| 2008–2009              | Los exitosos Pells                    | Tomás Andrada                    | Co-protagonista                                               | Telefe                    |
| 2008                   | Toilette                              | Gasfitero                        | Participação especial                                         | Cosmopolitan              |
| 2009–2010              | Herencia de amor                      | Franco                           | Participação especial                                         | Telefe                    |
| 2009–2016              | Susana Gimenez: Sketch                | Varios                           | Participação especial                                         | Telefe                    |
| 2010                   | Sutiles diferencias                   | Doctor                           | Co-protagonista                                               | El Trece                  |
| 2011                   | Sr. y Sra. Camas                      | Leo Parisi                       | Co-protagonista                                               | Canal 7                   |
| 2011                   | Tres milagros                         | Valentino                        | Co-protagonista                                               | RCN Televisión            |
| 2012                   | Concubinos                            | Alejandro Domínguez              | Participação especial                                         | El Trece                  |
| 2012–2015              | Violetta                              | Germán Castillo                  | Co-protagonista                                               | Disney Channel            |
| 2013                   | Solamente vos                         | Segundo Benson                   | Participação especial                                         | El Trece                  |
| 2014                   | God's Equation                        | Ezequiel Sabaleta                | Co-protagonista                                               |                           |
| 2016                   | Educando a Nina                       | Patricio Arenas Telechea         | Co-protagonista                                               | Telefe                    |
| 2017                   | Fanny la fan                          | Mitch Pérez Tolosa               | Co-protagonista                                               | Telefe                    |
| 2018                   | Rizhoma Hotel                         | Aníbal Fleierman                 | Participação especial                                         | Telefe                    |
| 2018                   | El host                               | Jean Pierre Dumont               | Participação especial                                         | Fox                       |
| 2019                   | Millennials                           |                                  | Participação especial                                         | Net TV                    |
| Programas de televisão |                                       |                                  |                                                               |                           |
| Ano                    | Título                                | Papel                            | Notas                                                         | Canal                     |
| 2000                   | La guerra de los sexos                | Apresentador                     | Programa de jogos                                             | Azul Televisión           |
| 2004                   | El mejor partido                      | Apresentador                     | Reality show                                                  | Caracol Televisión        |
| 2007                   | High School Musical                   | Jurado                           | Reality show                                                  | El Trece                  |
| 2007                   | Cantando por un Sueño                 | Participante                     | Temporada 2 (Semifinalista)                                   | El Trece                  |
| 2012                   | Sábado Show                           | Jurado                           | Programa de talentos                                          | El Trece                  |
| 2013                   | Kids' Choice Awards Argentina         | Apresentador                     | Entrega de prêmios                                            | Nickelodeon               |
| 2014                   | Premios Orgullo Ciudadano             | Apresentador                     | Entrega de prêmios                                            | TV Pública                |
| 2014                   | Lengua viva                           | Apresentador                     | Programa de entrevistas                                       | CN23                      |
| 2015                   | Está cantado                          | Apresentador                     | Programa de entretenimento                                    | Canal 9                   |
| 2015                   | Baila Córdoba                         | Jurado                           | Programa de dança                                             | Canal 12                  |
| 2015, 2018             | Showmatch: Bailando por un sueño      | Participante                     | Temporada 10 (convidado); Temporada 13 (16° dupla eliminada); | El Trece                  |
| 2015                   | Gran Hermano 2015: El debate          | Panelista                        | Reality show                                                  | América TV                |
| 2016                   | Vernucci Moda Show                    | Apresentador                     | Desfile de moda                                               | Canal 9                   |
| 2017                   | Premios Estrella de Mar               | Apresentador                     | Entrega de prêmios                                            | TV Pública                |
| 2018                   | La tribuna de Guido                   | Jurado                           | Programa de talentos                                          | El Trece                  |
| 2019-2020              | Tarde pero temprano                   | Apresentador                     | Espetáculos                                                   | Net TV                    |
| 2020                   | Mientras no estabas                   | Apresentador                     | Estilo de vida                                                | Discovery Home and Health |
| 2020-2021              | Cortá por Lozano                      | Membro                           | Espetáculos                                                   | Telefe                    |
| 2021                   | TV Nostra                             | Membro                           | Entretenimento                                                | América TV                |
| 2021                   | Editando tele                         | Apresentador substituto          | Entretenimento                                                | Net TV                    |
| 2022                   | La pu*@ ama                           | Membro                           | Entretenimento                                                | América TV                |

## Teatro
| Atuação     | Atuação                                    | Atuação           |
| Ano         | Título                                     | Personagem        |
| ----------- | ------------------------------------------ | ----------------- |
| 1992        | La aventura infinita                       | Cristóbal Colón   |
| 1994        | Kean                                       | Edmund Kean       |
| 1995        | El círculo de tiza caucasiano              | Azdak             |
| 1995 - 1996 | Montaña rusa                               | Maxi              |
| 1997        | El Zoo de Cristal                          | Tom               |
| 1998        | La cenicienta                              | Príncipe azul     |
| 1999        | En mi cuarto Blancanieves                  | Príncipe azul     |
| 2001        | La tiendita del horror                     | Seymour Krelborn  |
| 2001        | Sueño de una noche de verano (A Beneficio) |                   |
| 2006 - 2007 | Sweet Charity                              | Vittorio Vidal    |
| 2008        | Descubriendo el país de no me acuerdo      | Salvador          |
| 2009        | Doña disparate y bambuco                   | Bambuco           |
| 2010        | Descubriendo el país de no me acuerdo      | Salvador          |
| 2010 - 2011 | Los 39 escalones                           | Richard Hannay    |
| 2011        | La novicia rebelde                         | Capitán von Trapp |
| 2011 - 2012 | Te quiero sos perfecto... cambia           |                   |
| 2012        | Descubriendo el país de no me acuerdo      | Salvador          |
| 2013        | Antonio y Cleopatra                        | Antonio           |
| 2013 - 2014 | Vale todo (Anything Goes)                  | Billy Crocker     |
| 2015        | Priscilla, reina del desierto              | Adam / Felicia    |
| 2015        | Los 39 escalones                           | Richard Hannay    |
| 2016        | Un viaje al país de no me acuerdo          | Salvador          |
| 2016        | The Rocky Horror Show                      | El Criminólogo    |
| 2016 - 2018 | Casa Valentina                             | Gloria Grams      |
| 2018        | Bollywood                                  |                   |
| 2018        | Cuentos de la selva                        | Horacio           |
| 2018 - 2019 | Locos por Luisa                            |                   |
| 2019        | Sex, viví tu experiencia                   |                   |
| Direção     |                                            |                   |
| Ano         | Título                                     | Gênero            |
| 2018        | Falsettos                                  | Comédia musical   |
| 2018        | Tommy, the Who                             | Comédia musical   |
| 2019        | Los fantastikos                            | Comédia musical   |